# Еланчик, Григорий Маркович
Еланчик, Григорий Маркович (22 марта 1899 — 1981, Москва) — советский учёный-горняк, один из создателей отечественной горной механики. Доктор технических наук, профессор Московского горного института. Заслуженный деятель науки и техники РСФСР.

## Биография
Григорий Маркович Еланчик родился 22 марта 1899 года. В 1924 г. окончил Днепропетровский горный институт. Инженерную деятельность начал конструктором по подъемным машинам на заводе им. К. Либкнехта, затем работал инженером по проектированию шахт в Донугле, Югостали, Гипрошахте, инженером по наладке и рационализации подъемных машин, насосов, вентиляторов и компрессоров на шахтах Донбасса.

Г.М. Еланчик начал свою научно-педагогическую деятельность на кафедре «Горной механики» в Днепропетровском горном институте. В 1929 г. он был избран доцентом Московской горной академии и в 1933 г. утвержден в звании профессора. 

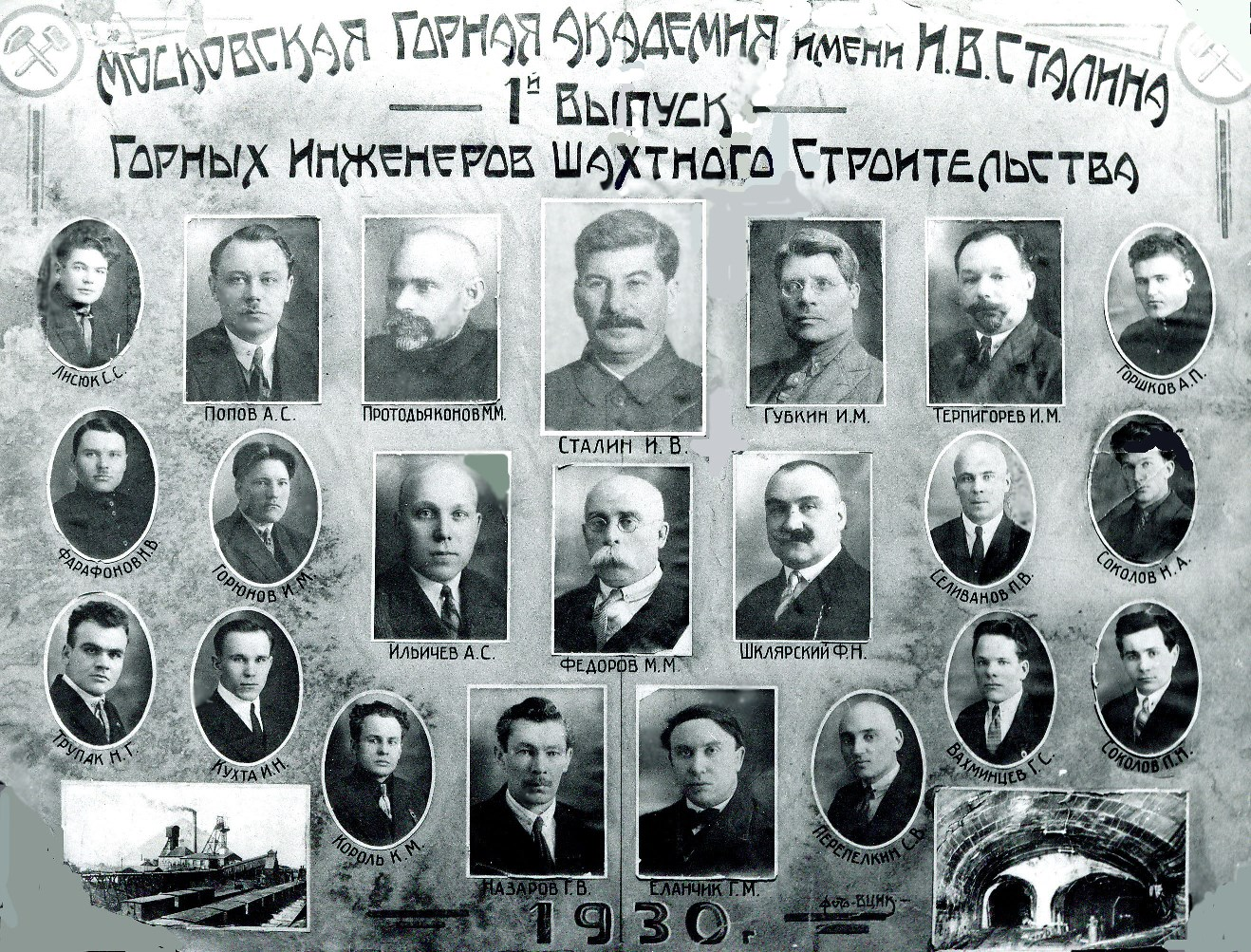

В течение 40 лет научно-педагогическая деятельность Г.М. Еланчика связана с Московской горной академией и, после ее расформирования, с созданным на базе горного факультета Московским горным институтом (сейчас - Горный институт НИТУ "МИСиС"). Более 35 лет он был деканом горно-механического факультета, возглавлял работу Ученого совета этого факультета, затем совета «Автоматизации и машиностроения», в отдельные годы исполнял обязанности заместителя директора института.
С 1952 по 1973 г. Г.М. Еланчик заведовал кафедрой «Горной механики», а затем кафедрой «Стационарных машин и комплексов».
Скончался в 1981 г., похоронен в Москве на Ваганьковском кладбище.

## Научная и педагогическая деятельность
Г.М. Еланчик был одним из создателей современной горной механики, им были созданы и углублены научно-теоретические основы горной механики в области рудничных подъемных машин, рудничных вентиляторных и водоотливных установок.
Опубликованы фундаментальные труды объемом свыше 300 п. л., в том числе монографии «Рудничные турбомашины», «Рудничные турбонасосные установки», «Рудничные подъемные установки», «Уравновешивание систем рудничного подъема». Книги по рудничным турбомашинам написаны на основе теоретических исследований автора и являются оригинальным руководством по эксплуатации турбомашин. В книгах по подъемным установкам приведены новые решения по вопросам теории и практики конструирования этих установок. В них рассмотрен также комплекс вопросов по их эксплуатации.
Под руководством Г.М. Еланчика на кафедре «Стационарных машин и комплексов» проводилась большая научно-исследовательская работа по анализу наивыгоднейших режимов, созданию методологии расчетов, изысканию резервов и разработке новых типов и принципов стандартизации и автоматизации шахтных подъемных установок для открытых разработок, водоотливных, вентиляторных и теплоэнергетических установок.
Г.М. Еланчик являлся членом Научно-технического совета по топливной промышленности при Госстрое СССР, зам. председателя горной секции Научно-технического совета МВ и ССО СССР и РСФСР.

## Признание
Заслуженный деятель науки и техники РСФСР. Награжден двумя орденами Трудового Красного Знамени (один из них - в 1939 г., "в связи с двадцатилетием со дня создания Горной Академии"), медалями и почётными знаками «Шахтерская слава».